# جامباسي تيرمي
جامباسي تيرمي؛ هي بلدية (بلدية) في مدينة فلورنسا الحضرية في منطقة توسكانا الإيطالية، وتقع بعد حوالي 35 كيلومتر (22 ميل) جنوب غرب فلورنسا. سميت بعد اسم اسرة جامباسي. منطقة نبلاء فلورنتين الذي يسكن في المساحة منذ عام 1350.

## المعالم السياحية الرئيسية
- كنيسة سان جيوفاني باتيستا ، في فرازيوني فارنا ، والتي تضم نسخة طبق الأصل من مادونا أندريا ديل سارتو والطفل والقديسين .
- The Romanesque Pieve of Santa Maria Assunta (القرن الثاني عشر)
- باركو كومونال ، الحديقة السابقة لفيلا سيناي.

## روابط خارجية
- الموقع الرسمي